# Annefors kapellförsamling
Annefors kapellförsamling var en församling i Uppsala stift i nuvarande Bollnäs kommun. Församlingen uppgick 21 april 1922 i Bollnäs  församling.
Kyrka var Annefors kapell

## Administrativ historik
Området bildade 1843 ett eget kyrkobokföringsdistrikt i Bollnäs församling. Mellan 1867 och 21 april 1922 betraktades det som en kapellförsamling för att därefter till 31 december 1971 åter ses som ett kyrkobokföringsdistrikt. 1972 uppgick den i Bollnäs församling.